# Isia
Isia is een geslacht van vlinders van de familie spinneruilen (Erebidae), uit de onderfamilie Arctiinae.

## Soorten
- I. alcumena Berg, 1882
- I. cornuta Travassos, 1947
- I. intricata Walker, 1856